# مايسترو (بطاقة مدينة)
مايسترو (منمقة إلى شكل الكتابة maestro ) هي نوع من بطاقات الخصم المباشر عبر الإنترنت  وبطاقات الدفع المسبق المملوكة لشركة ماستركارد والتي تم تقديمها في عام 1991. يتم الحصول على بطاقات مايسترو من البنوك الزميلة وترتبط بالحساب الجاري لحامل البطاقة في حين أن البطاقات المدفوعة مسبقًا لا تتطلب فتح حساب بنكي. يمكن استخدام بطاقات مايسترو في نقاط البيع (POS) وأجهزة الصراف الآلي. وتتم عمليات الدفع عن طريق تمرير البطاقات من خلال محطة الدفع، أو إدخالها في رقاقة أو جهاز PIN أو قارئ بطاقات الدفع. يتم اعتماد الدفع من قِبل مُصدر البطاقة للتأكد من أن حامل البطاقة لديه أموال كافية في حسابه لإجراء عملية الشراء. ثم يؤكد حامل البطاقة الدفع إما عن طريق التوقيع على إيصال المبيعات أو إدخال رقم التعريف الشخصي المكون من 4 إلى 6 أرقام، باستثناء المعاملات التي لا تلامس أقل من المبلغ المحدد الذي لا يلزم التحقق منه وهو بالعادة أقل من 50 ريال في المملكة العربية السعودية ويتم الشراء بدون ادخال البطاقة بل فقط بالتمرير على القارئ.
غالبًا ما تطلب مايسترو إذنًا إلكترونيًا عبر الإنترنت لكل معاملة، على الرغم من أن قواعد ماستركارد تسمح بوضع حدود أدنى لمعاملات رقاقة (EMV) لمايسترو فقط. لا يجب قراءة المعلومات المخزنة في الشريحة أو الشريط الممغنط فقط، بل يجب إرسالها من التاجر إلى البنك المُصدر، ومن ثم يتعين على البنك المُصدر أن يرد بتفويض إيجابي. إذا لم تتم قراءة المعلومات، فسوف يرفض المُصدر المعاملة، بغض النظر عن أي مبلغ يمكن التخلص منه على الحساب المتصل، باستثناء منطقة آسيا والمحيط الهادئ، حيث يُسمح بالدخول اليدوي باستخدام المفاتيح في بعض الحالات. يختلف هذا عن معظم بطاقات الخصم والائتمان الأخرى، حيث يمكن إدخال المعلومات يدويًا في الجهاز (أي عن طريق كتابة الأرقام من 13 إلى 19 وتاريخ انتهاء الصلاحية على الجهاز) وما زال يتم اعتمادها من قبل المُصدر أو المعالج الاحتياطية. في معظم البلدان، بخلاف تلك المحددة في قواعد ماستر كارد، يُطلب دائمًا رقم التعريف الشخصي (PIN) بدلاً من التوقيع لتخويل معاملة مايسترو، إلا في حالة عدم وجود CVM (طريقة التحقق من حامل البطاقة).
يتم قبول بطاقات مايسترو في حوالي خمسة عشر مليون نقطة بيع.

## القبول والتوافر

### أمريكا
في أجزاء من أمريكا اللاتينية، كانت مايسترو معروفه باسم ماستر كارد مايسترو، واستخدمت شعارًا مختلفًا.
| بلد              | متاح | استبدال  | وحل محله                  | ملاحظات |
| ---------------- | ---- | -------- | ------------------------- | --- |
| الأرجنتين        | نعم  |          |                           | مايسترو هي البطاقة المستخدمة من قبل Banco de la Nación Argentina وغيرها من البنوك، ومعظمها من البنوك الحكومية أو المحلية. |
| البرازيل         | No*  | Redeshop |                           | حصلت ماستر كارد على خدمة Redeshop الفاعلة في عام 2002 وأعدت تسميتها باسم مايسترو، بعد بضع سنوات أعادت ماستر كارد تغيير اسم ماستر كارد مايسترو الخاص بها إلى "MasterCard débito" حيث يشير الاسم إلى أنها ماستركارد ائتمانية ولكن داخليًا ما زالت البطاقات مايسترو معيار لمعظم بطاقة الائتمان البرازيلية أن يكون لها "وظيفة مزدوجة" (عندما يعرضها البنك) حيث عادةً ما تكون بطاقة الخصم المباشر للبنك (ماستر مارد مايسترو أو فيزا إلكترون أو علامتها التجارية المحلية Elo) أيضًا وظيفة ائتمان (عادةً العلامة التجارية فقط في المقدمة من البطاقة هي ماستر كارد أو فيزا أو Elo)، عند إدخال البطاقة أو تمريرها أو النقر عليها، فإنها تقدم كلتا الوظيفتين إلى مزود خدمة الدفع ويقوم البائع بتحديد البطاقة التي سيستخدمها. |
| تشيلي            | Yes* |          |                           | يتم استخدام بطاقات الخصم من مايسترو على نطاق واسع، ذات العلامات التجارية المزدوجة مع RedCompra، التي تصدرها غالبية البنوك (تصدر Santander فقط بطاقات الخصم من مايسترو). وهي تعمل من خلال شبكة Transbank و Cirrus المحلية. عادةً ما يكون لبطاقات التشيلي مايسترو شعار صغير على ظهر البطاقة. لا يتم إصدار بطاقات الخصم المباشر من ماستركارد في تشيلي. عادة ما تكون بطاقات التشيلي مايسترو لا تماسية. |
| كولومبيا         | نعم  |          |                           | تستخدم Davivienda و Colpatria و Helm Bank (من CorpBanca) و Itaú Corpbanca و Banco AV Villas والبنوك الأخرى نظام مايسترو و Cirrus في بطاقات الخصم الخاصة بهم. |
| الولايات المتحدة | نعم  |          | فيزا وسيروس في بعض البنوك | مايسترو هو عبارة عن شبكة مقرها PIN بطاقة الخصم ترتبط ارتباطا وثيقا شبكة سيروس ATM، المملوكة أيضا من قبل ماستركارد. مثل غيرها من شبكات PIN للخصم في الولايات المتحدة، مايسترو هناك يعتمد فقط على البطاقة القياسية والرقم السري، دون شريحة ؛ يتم التعامل مع المعاملات توقيع-الخصم في الولايات المتحدة من خلال شبكة ماستركارد الرئيسية أو شبكة فيزا المتنافسة. فرع الولايات المتحدة السابقة RBS، والمجموعة المالية للمواطنين، تحولت إلى فيزا، على الرغم مثل معظم البنوك الأجنبية التي لها عمليات في الولايات المتحدة، فإنه يستخدم شبكة سيروس ماستركارد وشارك البطاقة في مبادرة ماستركارد سيكوريكودي. |
| فنزويلا          | نعم  |          |                           | المايسترو تحظى بشعبية كبيرة. اعتبارًا من عام 2014 أصبحت بطاقة الخصم الرئيسية، الصادرة عن جميع البنوك الكبرى تقريبًا في البلاد. ومن المقبول على نطاق واسع في PoS. إنه يعمل على جميع أجهزة الصراف الآلي التي تعرض شعارات Suiche7B و ماستر كارد و Conexus و سيروس. |

### آسيا
| بلد       | متاح | استبدال | وحل محله | ملاحظات |
| --------- | ---- | ------- | -------- | --- |
| الصين     | نعم  |         |          | يستخدم بنك الصين مايسترو كنظام بطاقة الخصم "الدولي" الخاص به. أيضًا، ستقدم بعض أجهزة الصراف الآلي التابعة لبنك الصين للمستخدم خيارات اللغة اليابانية أو الكورية عند إدخال بطاقة مايسترو. |
| هونغ كونغ | نعم  |         |          | يستخدم ستاندرد تشارترد هونج كونج مايسترو باعتبارها واحدة من أنظمة بطاقة الصراف الألي. ومع ذلك، يجب على العملاء تقديم طلب لاستخدام مايسترو مقدمًا، وإلا فإن البنك سيصدر بطاقة الصراف الآلي يونيون باي للعملاء الجدد كإعداد افتراضي. |
| الهند     | نعم  |         |          | يتم إصدار مايسترو من قبل معظم البنوك الكبرى، باستثناء بنك ICICI. تشمل البنوك المصدرة للمايسترو بنك الهند الحكومي (أكبر بنك في الهند)، والبنوك التابعة لبنك الدولة وبنك البنجاب الوطني ومصرف النقابة والبنك الشرقي للتجارة وبنك راجستان وما إلى ذلك. |
| اسرائيل   | لا   |         |          | بطاقات مايسترو لا يمكن استخدامها في مواقع نقاط البيع للقيام بعمليات الشراء ولكن يتم قبول شبكة سيروس في غالبية نقاط النقدية في معظم الوقت. الاستثناء هو "بنك إسرائيل الدولي الأول" (FIBI) الذي لا يقبل سيروس. |
| اليابان   | لا   |         |          | بطاقات الخصم مايسترو مع رقائق EMV الصادرة من خارج منطقة آسيا والمحيط الهادئ وهولندا وكندا غير قابلة مؤقتا لاستخدامها في أجهزة الصراف الآلي في اليابان بسبب ترقية إلى شبكة الصراف الآلي الإقليمية. بالإضافة إلى ذلك، أعلن Seven Bank في أبريل 2013 أنه لن يتم قبول جميع بطاقات ماستر كارد، بما في ذلك مايسترو، في أجهزة الصراف الآلي الخاصة بهم بسبب خلاف مع ماستر كارد. |

### أوروبا
| بلد             | متاح | استبدال    | وحل محله                       | ملاحظات |
| --------------- | ---- | ---------- | ------------------------------ | --- |
| النمسا          | نعم  | Eurocheque | Debit Mastercard               | اعتبارًا من عام 2019، بدأ Erste Group، أكبر بنك في النمسا من حيث الأصول، استبدال بطاقات مايسترو النمساوية ببطاقات ماستر كارد الائتمانية. |
| بلجيكا          | yes* |            |                                | متشاركة في العلامة التجارية مع Bancontact. |
| الدنمارك        | لا   |            | Debit Mastercard               | تم استبدال المايسترو من قبل البنوك التي أصدرتها مع ماستر كارد. وعلاوة على ذلك، أكبر بنك دنماركي وهو بنك دانسكي استبدل كل من بطاقاته النقدية مع ماستركارد الائتمانية. |
| ألمانيا         | yes* | Eurocheque |                                | في معظم الحالات تحمل علامة تجارية مشتركة مع شعار German Girocard، لكن لا يمكن استخدامها كمايسترو عبر الهاتف أو عبر الإنترنت.هناك استثناء هو N26 مع بطاقة مايسترو. |
| اليونان         | لا   |            | Debit Mastercard               | تم إصدار بطاقات الخصم مايسترو من قبل العديد من البنوك الكبرى. ومع ذلك، اعتبارا من مارس 2015 وحلت جميع البنوك اليونانية الرئيسية الأربعة بطاقات مايسترو مع بطاقات ماستركارد الائتمانية بخدمة الأثير. |
| أيسلندا         | لا   |            | Debit Mastercard or Visa       | تم إصدار بطاقات الائتمان مايسترو من قبل العديد من البنوك الكبرى. على سبيل المثال: يتضمن نموذج طلب landsslandsbanki القديم للمنتجات المصرفية خيارات بطاقة الائتمان من مايسترو وإلكترون: ومع ذلك، بحلول عام 2015، استبدلتها جميع البنوك ببطاقات بخدمة الأثير ماستر كارد أو فيزا. |
| أيرلندا         | لا   | Laser      | Debit Mastercard or Visa Debit | تم استبدال Laser، التي تمت شريكة مع مايسترو، بـبطاقات فيزا وماستر كارد الائتمانية. وقد تم التخلص التدريجي من بطاقة جميع البطاقات المصرفية الخاصة بـ Laser من قبل جميع البنوك وتوقفت عن العمل اعتبارًا من مارس 2014. وكانت بطاقات الليزر الأيرلندية تضع علامة مايسترو المشتركة منذ عام 2008. كانت تهدف إلى استخدامها مع أنظمة رقاقة PIN ونقاط البيع. تمت برمجة رقاقة على البطاقة مع تطبيقين، واحد لليزر والآخر للمايسترو. تتم معالجة معاملات نقاط البيع عادة عبر شبكة الليزر في أيرلندا وشبكة مايسترو عندما يتم استخدام البطاقة في الخارج. بعض محطات نقاط البيع دفعت المستخدمين إلى تحديد ليزر أو مايسترو يدويًا قبل إتمام المعاملة. يمكن معالجة بطاقات الليزر على أنها مايسترو في معظم محطات نقاط البيع في جميع أنحاء العالم من أجل الحصول على الرقاقة ورقم التعريف الشخصي (PIN) أو معاملات السحب والإشارة (حيث لا تزال مقبولة). ومع ذلك، يلزم إعداد تجار التجزئة على الإنترنت والهاتف، على وجه التحديد لقبول البطاقات الأيرلندية الليزر / مايسترو. غالبًا ما يتم تأمين المعاملات التي تتم باستخدام هذه البطاقات بواسطة نظام SecureCode الخاص بشركة ماستر كارد للتحقق من هوية حامل البطاقة. كانت هذه البطاقات عادةً متعددة الوظائف ويتم تشغيلها كبطاقة مدين بالإضافة إلى بطاقة الصراف الآلي التي يمكن استخدامها للوصول إلى أجهزة الصراف الآلي. سمحت بعض البنوك أيضًا للعملاء باستخدام بطاقاتهم لإيداع أو سحب أموال من خارج المكتب أو في مكاتب بريد An Post باستخدام بطاقة الائتمان ورقم التعريف الشخصي. تاريخياً، كانت البطاقات غالبًا ما تحتوي على وظيفة التحقق من بطاقة الضمان المشار إليها بواسطة صورة ثلاثية الأبعاد. تم إغلاق هذا المخطط في عام 2011. لا تزال بطاقات مايسترو الصادرة من الخارج مقبولة في أيرلندا في أجهزة الصراف الآلي والعديد من أجهزة نقاط البيع. ومع ذلك، يعتبر قبول بطاقات الائتمان فيزا وماستر كارد أكثر عالمية بشكل موثوق في محطات نقاط البيع. |
| إيطاليا         | yes* |            |                                | عادة ما تشترك في العلامة التجارية مع Bancomat / PagoBancomat ومخطط Cirrus الدولي. معظم البنوك تصدر ماستركارد مايسترو، في حين أن بعضها تصدر بطاقة ائتمان فيزا وفيزا V باي كاردز (والاخيرة تعمل فقط في أوروبا). |
| هولندا          | نعم  | PIN        |                                | تقوم معظم البنوك بإصدار بطاقات الخصم من مايسترو، مع تقديم De Volksbank و ING فقط لبطاقات V Pay و مايسترو. قبل 1 كانون الثاني (يناير) 2012، كانت بطاقات الائتمان الهولندية مايسترو تحمل علامة تجارية مشتركة مع نظام PIN الوطني. ومنذ ذلك الحين انتهى هذا المخطط وتم استبدالها بالمايسترو و V Pay. |
| رومانيا         | نعم  |            |                                | كانت مايسترو بطاقة ائتمان شعبية (البطاقة الثالثة بعد فيزا Electron و ماستر كارد)، وما زالت تصدر من بنكين: BRD (بطاقة Sprint للطلاب) و Credit Agricole. |
| روسيا           | Yes* |            |                                | تصدر المايسترو من قبل البنوك بما في ذلك Sberbank، التي تصدر بطاقات ماستركارد مثل بطاقة مايسترو وبطاقة Momentum وبطاقة الائتمان الاجتماعية مايسترو ماستركارد. |
| صربيا           | نعم  |            |                                | يتم إصدار بطاقات الخصم مايسترو من قبل العديد من البنوك في صربيا. كان المُصدر الرئيسي هو Banca Intesa Beograd حتى في سبتمبر 2012، بدأ Banca Intesa Beograd في التحول إلى فيزا. |
| المملكة المتحدة | Yes* | Switch     | Debit Mastercard or Visa Debit | تمت إعادة تسمية نظام بطاقة الائتمان Switch السابق باسم مايسترو. تحت العلامة التجارية، ومع ذلك، كان النظام لا يزال هو Switch القديم، وكانت البطاقات لا تزال أساسا Switch. في عام 2011، قامت ماستر كارد بجمع بطاقات مايسترو المحلية في المملكة المتحدة (Switch السابقة) مع نظام مايسترو الدولي القياسي، منهية وضعها كمخطط منفصل للبطاقة. أدى هذا التغيير أيضًا إلى إيقاف بطاقة الخصم Solo. في يناير 2009، أوقفت First Direct و HSBC استخدام بطاقات مايسترو، وأصدرت بطاقات فيزا الائتمانية للعملاء الجدد ونشرتها تدريجيا طوال عام 2009 للعملاء الحاليين. في سبتمبر من نفس العام، بدأت الأذرع البريطانية لبنك National Australia Bank، وهما Clydesdale Bank و Yorkshire Bank، عملية استبدال بطاقة مايسترو ببطاقة الائتمان ماستر كارد لحسابهم الجاري، باستثناء حسابات Readycash و الطلاب، والتي استمر إصدار بطاقة مايسترو لها حتى عام 2015. وبالمثل، في نفس الشهر، تحولت مجموعة رويال بنك أوف سكوتلاند (أكبر مصدر لبطاقات الخصم في أوروبا والتي تضم علامات NatWest و Coutts و Ulster Bank) من مايسترو إلى فيزا الائتمانية، أخذت العملية عامين للإستكمال. هذا يعني فعليا أن البنوك البريطانية الأصغر فقط هي التي ستصدر بطاقات مايسترو. في عام 2015، استبدل بنك أيرلندا بالمملكة المتحدة بطاقات مايسترو ببطاقات فيزا. |

## المر
1. ↑  Institute of Bankers. Banking World. ج. 10.
2. ↑  "maestro Brand History". https://www.maestro-eg.com/. مؤرشف من الأصل في 2019-11-08. {{استشهاد ويب}}: روابط خارجية في |موقع= (مساعدة)
3. ↑  "Cardholder Verification Methods: Concepts, Implementations, and Impacts - EMV Connection". https://www.maestro-eg.com/. مؤرشف من الأصل في 2019-04-17. اطلع عليه بتاريخ 2018-04-06. {{استشهاد ويب}}: روابط خارجية في |موقع= (مساعدة)
4. ↑  "Redirect". www.maestrocard.com. مؤرشف من الأصل في 2017-12-23. اطلع عليه بتاريخ 2018-04-06.
5. ↑  "ATM notification". MasterCard. مؤرشف من الأصل في 2013-04-26. اطلع عليه بتاريخ 2014-06-24.
6. ↑  セブン銀行. "お知らせ | セブン銀行". Sevenbank.co.jp. مؤرشف من الأصل في 2019-07-16. اطلع عليه بتاريخ 2014-06-24.
7. ↑  "Debit Mastercard: Die Erste Bank ersetzt ab 2019 die Bankomatkarte" (بالألمانية). Archived from the original on 2019-08-25. Retrieved 2019-08-25.
8. ↑  "Banks in Austria - Overview and Guide to Top 10 Banks in Austria" (بالإنجليزية). Archived from the original on 2019-09-04. Retrieved 2019-08-25.
9. ↑  "Where to apply". MasterCard. مؤرشف من الأصل في 2017-06-13. اطلع عليه بتاريخ 2014-06-24.
10. ↑  Landsbankinn Debit Card نسخة محفوظة 17 ديسمبر 2019 على موقع واي باك مشين.
11. ↑  Íslandsbanki Debit Mastercard نسخة محفوظة 12 مارس 2019 على موقع واي باك مشين. [وصلة مكسورة]
12. ↑  "Betaalpas van V PAY of Maestro". www.snsbank.nl (بالهولندية). Archived from the original on 2018-11-30. Retrieved 2018-11-30.
13. ↑  "ING-debetkaarten nu ook beschikbaar met V Pay van Visa". www.banken.nl (بالهولندية). Archived from the original on 2018-06-27. Retrieved 2018-06-27.
14. ↑  "VISA Inspire". Banca Intesa. مؤرشف من الأصل في 2015-11-10. اطلع عليه بتاريخ 2014-06-24.
15. ↑  "Error". datacash.custhelp.com. مؤرشف من الأصل في 2019-12-12. اطلع عليه بتاريخ 2018-04-06.
16. ↑  "Lost and stolen cards - Royal Bank of Scotland". مؤرشف من الأصل في 2014-01-22.
17. ↑  "Lost and stolen cards - Lost debit card - NatWest". مؤرشف من الأصل في 2013-10-31.
18. ↑  "Debit Cards - Current Accounts - Ulster Bank". مؤرشف من الأصل في 2019-01-19.